# Tony Earl

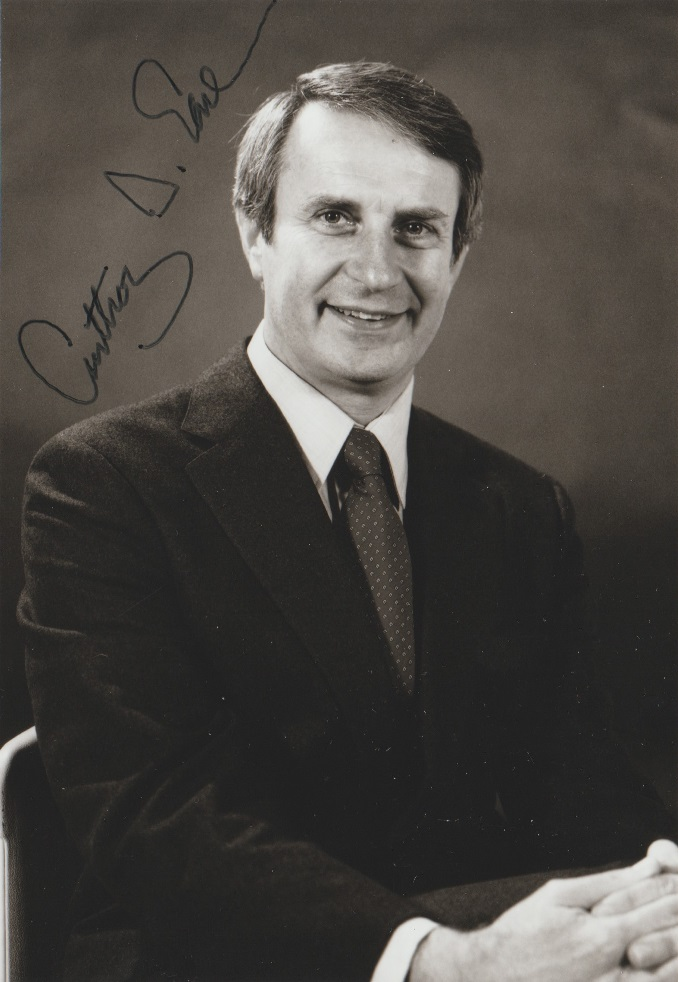
Tony Earl

Anthony Scully „Tony“ Earl (* 12. April 1936 in St. Ignace, Michigan; † 23. Februar 2023 in Madison, Wisconsin) war ein US-amerikanischer Politiker (Demokratische Partei). Er war von 1983 bis 1987 der 41. Gouverneur des Bundesstaates Wisconsin.

## Leben
Tony Earl studierte bis 1958 an der Michigan State University und dann bis 1961 an der University of Chicago. Danach war er bis 1965 Soldat in der US Navy. Zwischen 1965 und 1966 war er stellvertretender Bezirksstaatsanwalt im Marathon County und von 1965 bis 1969 war er Anwalt der Stadt Wausau. Im Jahr 1969 wurde er als Mitglied der Demokratischen Partei in die Wisconsin State Assembly gewählt; dort verblieb er bis 1974. Seit 1970 war er Fraktionschef der Demokraten. Zwischen 1975 und 1980 war er Mitglied der Staatsregierung: zunächst als Minister für Verwaltung (Department of Administration) und dann als Minister für die Erkundung und Nutzung der Bodenschätze (Department of Natural Resources). Zwischen 1980 und 1982 nahm er sich eine politische Auszeit und arbeitete als Angestellter einer großen Anwaltskanzlei. Im Jahr 1982 wurde er dann zum Gouverneur seines Staates gewählt, wobei er sich mit 56,8 Prozent der Stimmen gegen den Republikaner Terry Kohler durchsetzte.

### Gouverneur von Wisconsin
Earl trat sein Amt am 3. Januar 1983 an. Zu dieser Zeit war der Staat Wisconsin mit einem Haushaltsdefizit von einer Milliarde Dollar belastet und die Arbeitslosenquote lag bei zwölf Prozent. Eine vom Gouverneur geplante Gesundheitsreform wurde vom Parlament abgelehnt. In arbeitsrechtlichen Fragen musste sich der Gouverneur mit den Gewerkschaften auseinandersetzen, die bald unzufrieden mit seiner Politik, vor allem mit dem Einfrieren von Löhnen und Gehältern, aber auch mit anderen Maßnahmen waren. Dadurch verlor Earl die Unterstützung der Arbeiterschaft. Die allgemeine Wirtschaftskrise, die Opposition des Parlaments und der Arbeiterschaft setzten dem Gouverneur stark zu.
Nach Ablauf seiner vierjährigen Amtszeit am 5. Januar 1987 wurde Earl wieder als Anwalt in Madison tätig. Er hatte sich auf das Umweltrecht spezialisiert und war Partner einer großen Anwaltsfirma. Außerdem wurde er Mitglied einiger nicht gewinnorientierter Organisationen zum Schutz der Umwelt.
Tony Earl starb im Februar 2023 im Alter von 86 Jahren nach einem Schlaganfall.

## Einzelnachweis
1. ↑  Bill Glauber: Tony Earl, Wisconsin's 41st governor who championed the environment, equal rights, dies at age 86. In: eu.jsonline.com. 23. Februar 2023, abgerufen am 23. Februar 2023 (amerikanisches Englisch).